# Péninsule de Tiburon (Haïti)
Pour les articles homonymes, voir Péninsule de Tiburon.
La péninsule de Tiburon ou le Tiburon est une péninsule longue de 250 km sur une soixantaine de kilomètres de large située au sud-ouest de Haïti.

## Géographie
La péninsule de Tiburon est une étendue de terre située au sud-ouest de Haïti, longue de 250 km pour 60 km de large, orientée vers l'ouest en direction de la Jamaïque. Elle encadre le sud du golfe de la Gonâve, borde le passage de la Jamaïque à l'ouest et longe la mer des Caraïbes le long de sa côte méridionale.
Elle recouvre entièrement trois des dix départements haïtiens : Grand'Anse, Nippes et Sud, ainsi que la partie occidentale de celui du Sud-Est (arrondissement de Bainet et arrondissement de Jacmel), et une partie du département de l'Ouest (arrondissement de Léogâne).
Le massif de la Hotte couvre la partie occidentale de la péninsule, et accueille le point culminant de la péninsule avec le pic de Macaya haut de 2 347 mètres.
La zone côtière de l'extrémité Sud-Ouest de la péninsule est connue sous le nom de Côte sud.
Les villes les plus importantes y sont : Jacmel (plus 170 000 habitants) ; au Sud-Est, Les Cayes, au Sud-Ouest ; et Jérémie, au Nord-Ouest (plus 120 000 habitants chacune).

## Histoire
C'est à partir du cap Tiburon, en 1670, que le pirate Henry Morgan donna rendez-vous aux Aventuriers, tant Français qu'Anglais de la Jamaïque, de la Tortue et de Saint-Domingue, afin d'attaquer la ville de Panama qui était alors l'une des plus riches villes de la région.